# Bang Bang (canción de Jessie J, Ariana Grande y Nicki Minaj)
«Bang Bang» es una canción interpretada por la cantante británica Jessie J, la Cantante Y Actriz estadounidense Ariana Grande y la Rapera trinitense Nicki Minaj, incluida en el álbum de estudio de Jessie J, Sweet Talker y en la edición de lujo del álbum de Grande, My Everything. El tema se publicó el 29 de julio de 2014 por los sellos discográficos Lava Records y Republic Records, que alberga a las artistas y sirve como un sencillo en conjunto. Sin embargo el tema se filtró horas antes de su lanzamiento.
La canción alcanzó la posición número 3 de Billboard Hot 100 en Estados Unidos. Mientras, en el Reino Unido alcanzó la primera posición; así, Jessie J cosechó su tercer número uno, Ariana su segundo, y Minaj su primero en el país europeo. Los DJ's Dada Life y 3LAU lanzaron un álbum de remixes, en 2015.

## Antecedentes
Inicialmente Jessie J escuchó la demo de la canción, el cual luego ella decidiría grabar. Luego de hacer lo propio, su productor le informó que Ariana Grande estaba interesada en grabar algunos versos. Más tarde, se le uniría la rapera Nicki Minaj, quien escuchó la canción y también mostró el mismo interés.
Al respecto Jessie declaró: «Eramos como un verdadero par femenino, que se unen, ese empoderamiento, el ambiente de apoyo, y luego Nicki llegó y fue como la guinda del pastel.».
El 9 de julio de 2014, Jessie J subió un adelanto de quince segundos de la canción en su cuenta de Instagram. El 23 de julio de 2014, otro adelanto de la canción fue subido a través de la misma red social, esta vez por la rapera Nicki Minaj. El 27 de julio, Ariana Grande hizo lo propio y subió el tercer y último adelanto de la canción en su cuenta de Instagram. 
Aunque la canción había sido programada para estrenarse el 29 de julio, fue presuntamente filtrada unas horas antes de su lanzamiento provocando  la liberación de la canción un poco antes.

## Video musical

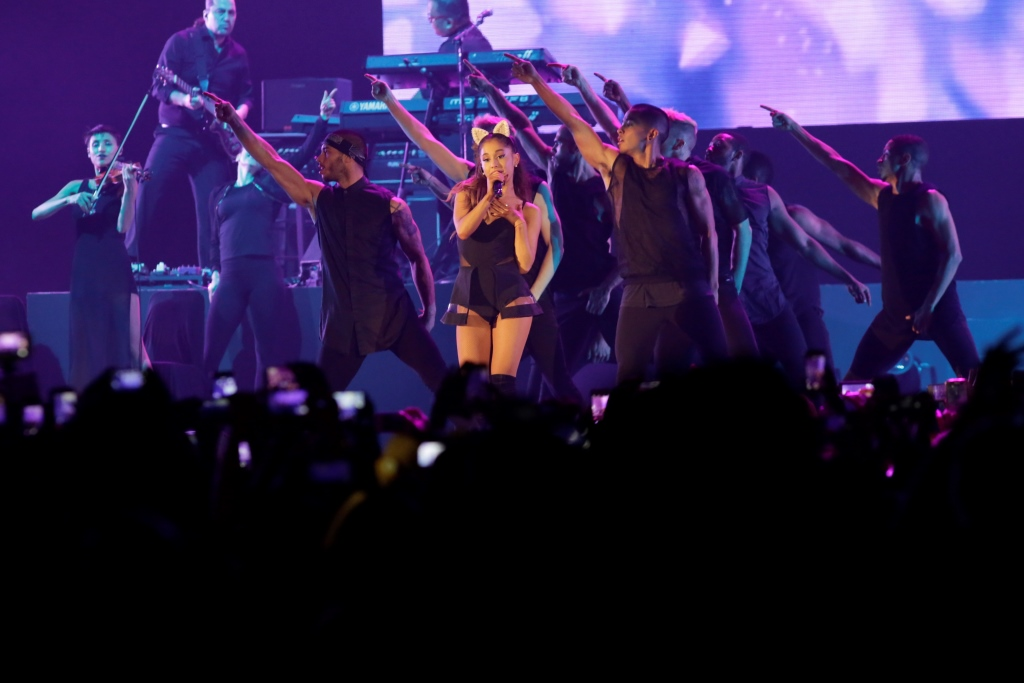
Ariana Grande presentando «Bang Bang» durante su gira The Honeymoon Tour (2015).

El video que acompaña la canción fue filmado durante dos días en Los Ángeles y fue dirigido por Hannah Lux Davis. El video se estrenó oficialmente en el sitio web de MTV seguido por el performance del trío en los VMA. El video rápidamente se viralizó en la web y cuenta con más de 1 billones de visualizaciones en YouTube a finales de octubre de 2017.
[cita requerida]Algunas escenas del video, son usadas en el mashup del remix de la canción What Do You Mean? de Justin Bieber, en el que sale Ariana Grande.

## Presentaciones en directo
El 29 de julio de 2014, la cantante Jessie J interpretó una versión acústica en vivo en el programa radial estadounidense Elvis Duran and the Morning Show. La canción fue interpretada por primera vez en vivo, con las tres cantantes, durante la apertura de los MTV Video Music Awards de 2014 celebrados en Los Ángeles en agosto. El 23 de noviembre, las tres artistas se presentaron en la gala de los American Music Awards, donde interpretaron de nuevo el sencillo.

## Lista de canciones
| Mundo - Descarga digital |             |          |  |
| N.º                      | Título      | Duración |  |
| 1.                       | «Bang Bang» | 3:19     |  |

## Posicionamiento en listas

### Semanales
| País              | Lista                         | Mejor posición |      |
| 2014              | 2014                          | 2014           | 2014 |
| ----------------- | ----------------------------- | -------------- | ---- |
| Alemania          | Offizielle Deutsche Charts    | 13             |      |
| Australia         | ARIA Singles Chart            | 4              |      |
| Austria           | Ö3 Austria Top 40             | 12             |      |
| Bélgica (Flandes) | Ultratop 50                   | 14             |      |
| Bélgica (Flandes) | Urban Ultratop                | 2              |      |
| Bélgica (Valonia) | Ultratop 50                   | 28             |      |
| Canadá            | Canadian Hot 100              | 3              |      |
| Colombia          | (Los 40 Principales Colombia) | 2              |      |
| Corea del Sur     | Gaon International Chart      | 7              |      |
| Dinamarca         | Tracklisten                   | 10             |      |
| Escocia           | Scottish Singles Top 40)      | 1              |      |
| España            | PROMUSICAE                    | 21             |      |
| España            | Los40 España                  | 7              |      |
| Estados Unidos    | Billboard Hot 100             | 3              |      |
| Estados Unidos    | Digital Songs                 | 1              |      |
| Estados Unidos    | Pop Songs                     | 2              |      |
| Estados Unidos    | Radio Songs                   | 5              |      |
| Estados Unidos    | Rhythmic Songs                | 14             |      |
| Estados Unidos    | Adult Pop Songs               | 6              |      |
| Estados Unidos    | Hot Dance Club Songs          | 22             |      |
| Estados Unidos    | On-Demand Songs               | 1              |      |
| Finlandia         | Suomen virallinen lista       | 12             |      |
| Francia           | Les Chart                     | 47             |      |
| Hungría           | Single Top 20                 | 20             |      |
| Irlanda           | Irish Singles Chart           | 3              |      |
| Israel            | Media Forest                  | 7              |      |
| Italia            | FIMI                          | 24             |      |
| Japón             | Japan Hot 100                 | 40             |      |
| México            | Monitor Latino - Inglés       | 19             |      |
| Noruega           | VG-lista                      | 15             |      |
| Nueva Zelanda     | Recorded Music NZ             | 4              |      |
| Países Bajos      | Single Top 100                | 7              |      |
| Reino Unido       | UK Singles Chart              | 1              |      |
| República Checa   | Radio Top 100 Chart           | 40             |      |
| Suecia            | Sverigetopplistan             | 15             |      |
| Suiza             | Schweizer Hitparade           | 21             |      |

### Certificaciones
| País           | Organismo certificador | Certificación | Simbolización | Ventas    | Ref.                 |
| -------------- | ---------------------- | ------------- | ------------- | --------- | -------------------- |
| Australia      | ARIA                   | 3× Platino    | 3▲            | 210 000   | [ 50 ]               |
| Canadá         | Music Canada           | 5× Platino    | 3▲            | 400 000   | [ 51 ]               |
| Corea del Sur  | Gaon                   |               |               | 1 170 000 | [ 52 ] [ 53 ] [ 54 ] |
| Estados Unidos | RIAA                   | 8× Platino    | 5▲            | 8 000 000 | [ 55 ]               |
| Italia         | FIMI                   | 2× Platino    | 2▲            | 60 000    | [ 56 ]               |
| Nueva Zelanda  | RMNZ                   | 2× Platino    | 2▲            | 30 000    | [ 57 ]               |
| Reino Unido    | BPI                    | 2X Platino    | ▲             | 1.200 000 | [ 58 ]               |
| Suecia         | IFPI                   | 2× Platino    | 2▲            | 80 000    | [ 59 ]               |
| Streaming      |                        |               |               |           |                      |
| Dinamarca      | IFPI                   | Platino       | ▲             | 2 600 000 | [ 60 ]               |
| España         | PROMUSICAE             | Platino       | ▲             | 8 000 000 | [ 61 ]               |

## Historial de lanzamiento
| País        | Fecha                    | Formato          | Sello discográfico      | Ref.   |
| ----------- | ------------------------ | ---------------- | ----------------------- | ------ |
| Mundo       | 29 de julio de 2014      | Descarga digital | Lava y Republic Records | [ 15 ] |
| Irlanda     | 19 de septiembre de 2014 | Descarga digital | Lava y Republic Records | [ 62 ] |
| Reino Unido | 21 de septiembre de 2014 | Descarga digital | Lava y Republic Records | [ 63 ] |
| Alemania    | 26 de septiembre de 2014 | Descarga digital | Lava y Republic Records | [ 64 ] |